# Александровиці (Нижньосілезьке воєводство)
Александровиці (пол. Aleksandrowice) — село в Польщі, у гміні Вінсько Воловського повіту Нижньосілезького воєводства.
Населення — 72 особи (2011).
У 1975-1998 роках село належало до Вроцлавського воєводства.

## Демографія
Демографічна структура станом на 31 березня 2011 року:
|          | Загалом | Допрацездатний вік | Працездатний вік | Постпрацездатний вік |
| -------- | ------- | ------------------ | ---------------- | -------------------- |
| Чоловіки | 34      | 6                  | 23               | 5                    |
| Жінки    | 38      | 7                  | 23               | 8                    |
| Разом    | 72      | 13                 | 46               | 13                   |